# Adalgis
Pour l’article homonyme, voir Adalgis (prénom).
Adalgis ou Adelgis ou Adelgise (né vers 740 – mort en 788) est un prince lombard d'Italie, fils du dernier roi des Lombards Desiderius (en français « Didier »).

## Biographie
Son père étant élu en 757, Adalgis est associé au trône dès 759. Il épouse une sœur de Charlemagne.
Après la capitulation de son père dans Pavie assiégée par les Francs de Charlemagne (mars 774), voyant la fin irrémédiable du royaume lombard, il décide de fuir et se réfugie à Byzance (775) où il reçoit le titre de patrice.
De Byzance, il espère pouvoir reconquérir le royaume lombard et prendre le pouvoir mais échoue dans sa tentative d'invasion par l'Italie du Sud, soutenu par l'impératrice Irène ; il est repoussé  en 787 par une coalition composée du jeune prince lombard Grimoald III de Bénévent, vassal de Charlemagne, et des Francs. Il meurt au cours de l'expédition ou peu après à Byzance, en 788.
Il a inspiré une œuvre de l'écrivain italien Manzoni, Adelchi (nom italien d'Adalgis).

### Télévision
- Charlemagne, le prince à cheval, téléfilm franco-italo-germano-luxembourgeois en trois parties, réalisé par Clive Donner, et diffusé la première fois sur France 2 en 1993, avec Giovanni Guidelli (it) dans le rôle d'Adalgis.